# News from the World
News from the World è un singolo del cantautore polacco Mariusz Duda, pubblicato il 20 aprile 2022 come unico estratto dal primo EP Let's Meet Outside.

## Descrizione
Il brano, al pari dell'intero EP, si differenzia dagli album legati alla Lockdown Trilogy dell'artista a causa della maggiore presenza del basso. Lo stesso Duda ha inoltre fatto presente come News from the World rappresenti «un ritorno alla mia formula musicale preferita, ovvero "costruire la tensione" da zero al climax. È una composizione importante da Let's Meet Outside in quanto mostra la direzione futura delle mie potenziali pubblicazioni successive a mio nome».

## Tracce
1. News from the World – 7:51

## Formazione
- Mariusz Duda – strumentazione, produzione
- Magda Srzedniccy – produzione, registrazione, missaggio, mastering
- Robert Srzedniccy – produzione, registrazione, missaggio, mastering
- Hajo Müller – copertina